# Vili Resnik
Vili Resnik, född 27 november 1963, är en slovensk sångare. Han representerade Slovenien i Eurovision Song Contest 1998 med bidraget Naj bogovi slišijo och kom på artondeplats.
Resnik var sångare i den framgångsrika popbandet Pop Design 1990-1995, och medverkade på sex av deras studioalbum. Han återförenades med gruppen 2001 och 2005-2006. Tillsammans med Pop Design deltog han i Jugovizija 1990, där de kom på tiondeplats med bidraget Hasta la Vista.
Innan vinsten 1998 deltog Resnik två gånger i den slovenska uttagningen till ESC: 1996, då han kom på femteplats med bidraget Nekdo, ki zmore vse, och 1997 då han uppnådde en sjätteplats med bidraget Ti in jaz.

## Album
- Zdaj živim
- Rad bi bil s teboj
- Zadnji žigolo
- Odiseja
- Reka želja